# Lamia (cognomen)
Lamia was het cognomen van een tak van de gens Aelia.
Deze tak beweerde af te stammen van de mythische held Lamus. De Aelii Lamiae duiken echter pas voor het eerst aan het eind van de Republiek op in onze bronnen, maar ze werd ten tijde van het Romeinse Keizerrijk tot een van de meest nobele families van Rome gerekend.

## Aelii Lamiae
- Lucius Aelius Lamia (praetor in 43 v.Chr.), vermoedelijke stichter van deze tak;
- Lucius Aelius Lamia (consul in 3), zoon van de vorige;
- Lucius Aelius Lamia Aemilianus, geadopteerd lid, consul suffectus in 80 n.Chr.

## Referentie
- W. Smith, art. Lamia, in W. Smith (ed.), A dictionary of Greek and Roman biography and mythology, II, Boston, 1849, p. 714.